# Sterna
Sterna je rod rybáků, jehož zástupci se vyskytují ve všech oceánech. K nejvzácnějším patří rybák kerguelenský se značně limitovaným areálem rozšíření v jihozápadní části Indického oceánu. Naopak rybák dlouhoocasý díky své dálkové migraci pokrývá všechny oceány.

## Systematika
Rod Sterna vytyčil již švédský klasický přírodovědec Carl Linné v roce 1758 v 10. vydání Systema naturae. Rodové jméno Sterna pochází ze staroanglického Stern / Stearn / Starn, což je staroanglický název pro rybáka černého (Chlidonias niger).
Tento rod zahrnuje následujících 13 druhů:
| Fotografie | Běžné jméno        | Vědecké jméno       | Areál výskytu                                                                                                |
| ---------- | ------------------ | ------------------- | --- |
|            | rybák Forsterův    | Sterna forsteri     | Severní Amerika                                                                                              |
|            | Rybák bělohlavý    | Sterna trudeaui     | Argentina, jihovýchodní Brazílie, Chile, Paraguay a Uruguay                                                  |
|            | rybák obecný       | Sterna hirundo      | Evropa, Severní Amerika, Asie včetně Sibiře a Kazachstánu, Severní Afrika                                    |
|            | rybák rajský       | Sterna dougallii    | Atlantské pobřeží podél Evropy a Severní Ameriky, Karibik, Indopacifik, západní Afrika aj.                   |
|            | rybák běločelý     | Sterna striata      | Nový Zéland a Austrálie                                                                                      |
|            | rybák bělotemenný  | Sterna sumatrana    | Tropické a subtropické oblasti Tichého a Indického oceánu                                                    |
|            | rybák jihoamerický | Sterna hirundinacea | Jihoamerické pobřeží                                                                                         |
|            | rybák jižní        | Sterna vittata      | Uruguay, Argentina, Brazílie, Chile, Falklandy, Heardův ostrov a McDonaldovy ostrovy, Austrálie, Nový Zéland |
|            | rybák kerguelenský | Sterna virgata      | Kergueleny, ostrovy Prince Edvarda, Crozetovy ostrovy                                                        |
|            | rybák dlouhoocasý  | Sterna paradisaea   | Arktická a subantarktická moře Evropy, Asie a Severní Ameriky, zimuje na jižní polokouli                     |
|            | rybák říční        | Sterna aurantia     | Řeky od Íránu po Indický subkontinent až k Thajsku a Myanmaru                                                |
|            | rybák ostroocasý   | Sterna acuticauda   | Od Pákistánu po Bangladéš                                                                                    |
|            | rybák bělolící     | Sterna repressa     | Rudé moře a Arabské moře                                                                                     |